# Ségur-les-Villas
Ségur-les-Villas é uma comuna francesa na região administrativa de Auvérnia-Ródano-Alpes, no departamento de Cantal. Estende-se por uma área de 26,5 km². Em 2010 a comuna tinha 211 habitantes (densidade: 8 hab./km²).